# 澤村治夫
澤村 治夫（さわむら はるお、1926年1月7日 - 2011年9月3日）は、日本の経営者。三井東圧化学(現在の三井化学)社長を務めた。

## 来歴・人物
熊本県出身。1950年に京都大学農学部農芸学科を卒業し、同年に東洋高圧工業(のちの三井東圧化学)に入社。1981年6月に取締役に就任し、1983年6月に副社長を経て、1985年6月には社長に就任。1993年6月に会長に就任し、1997年11月には三井化学相談役に就任。
2002年4月に勲二等旭日重光章を受章。
2011年9月3日に膵臓癌のために死去。85歳没。